# バートン・クレーン
バートン・クレーン（Burton Crane, 1901年1月23日 - 1963年2月3日）は、昭和初期に日本で活動したアメリカ合衆国出身の歌手、ジャーナリスト。

## 歴史

### 生い立ちから来日まで
ニューヨーク州バッファローで牧師の家に生まれる。1920年プリンストン大学を中退後、建設会社勤務を経て経済関係のジャーナリストを志し、新聞界に入る。ニュージャージー州エリザベスのエリザベス・タイムズ紙、アソシエイテッド・プレスのフィラデルフィア支局を経て、1925年（大正15年）秋、ジャパン・アドバタイザー紙の記者兼ニューヨーク・タイムズ、ウォールストリート・ジャーナルの東京特派員として来日した。

### 歌手としてデビュー
クレーンは宴席の余興で故国の歌をカタコトの日本語で唄っていたことがもとでコロムビアレコードのL・A・ホワイト社長にスカウトされる。コロムビア社は、1927年（昭和2年）、蓄音器輸入販売会社の日本蓄音器商会を買収したアメリカの外資系会社で、ライバルのビクターともども、当時の最新式技術である電気吹き込みによる良い音質を売り物にした国産レコードの販売を進めていたが1928年（昭和3年）、二村定一・天野喜久代による『あほ空』（My Blue Heaven）の発売によって、アメリカのジャズ音楽を日本に普及させた。そんな状況の中、販売体制の強化を目指して来日したホワイトはクレーンの歌手としての才能を見出したのである。
森岩雄の協力で1931年（昭和6年）1月、吹き込んだ第1作『酒が飲みたい』は同年4月にリリースされ大ヒットした。『酒が飲みたい』は、作曲がクレーン本人の名義だが、バートン・クレーンの研究者は、当時アメリカの大学生の間で唄われていた多くのDrinking Song（酒宴歌）の一つ、『California Drinking Song』と歌詞が一致するのでそのあたりが原曲ではないか、作詞は「森岩雄」名義だが森自身バートン・クレーン作をほのめかす証言を残しており、本人が作った日本語の歌詞を森が整理補足したと推測している。

### 当時の反響と評価
『酒が飲みたい』の歌詞のユニークさは詩人のサトウハチローが「この歌は歌そのものが泥酔している」「俺もこんな酔払った歌がつくりたい」と激賞している。この曲は後に加藤登紀子が1983年のアルバム「夢の人魚」でカバーし、自身の「ほろ酔いコンサート」のテーマソングとしている。伴奏もコロムビア専属のジャズ演奏家からなるコロムビアジャズバンドが担当し、当時の社会を反映したモダンな音楽を作り上げていた。セミプロながらも日本歌謡史上初の外国人歌手であり、明治期の落語家快楽亭ブラックとならぶ今日でいう外国人タレントのはしりでもあった。
一躍人気歌手となったクレーンは、『家にかえりたい』『おいおいのぶ子さん』『雪ちゃんは魔物だ』『ニッポン娘さん』などの30曲近くのコミックソングを中心とするレコードを出す。そのほとんどがアメリカの俗謡に訳詞を付けたものであった。また『月光価千金』などの本格的なジャズソングも吹きこんでいる。クレーンのレコードは、はじめ物珍しさもあって売れたがだんだんとマンネリに陥ってしまい、1934年（昭和9年）、ホワイトの帰国を機に吹き込みをしなくなる。1936年（昭和11年）テイチクに移籍後、レコードを1枚出したのみで歌手活動を中止しその年の秋に帰国した。
日本滞在中のクレーンは、六本木に家族と住み、暇さえあれば浅草に出てカフェーで酒を飲み、榎本健一などの芸人たちと交流をもった。記者としてはまじめで厳格な仕事ぶりであったが「非常に洒脱な一面があり、なかなか立派な日本語であった。」（榎本健一談）ということである。

### アメリカ帰国後
帰国後のクレーンはニューヨーク・タイムズ紙記者として招かれ経済欄を担当し、その記事は全米でもトップクラスの評価を得ていた。また、1937年（昭和12年）2月7日にはベニー・グッドマン楽団のコンサートの日本向けの国際放送において解説をするなど、日本へのジャズファンへのつながりも続けていた。日米開戦後は日本通ということで重用され、1945年（昭和20年）戦略局極東班に所属し、中華民国の昆明に渡り諜報関係の任務についた。

### 再来日
終戦後は特派員として再来日した。日本の友人たちと旧交を温める一方で「コレスポンデンツ・クラブ」（現在の日本外国特派員協会）を立ち上げ初代会長に就任し、在日の海外特派員のまとめ役を行った。
戦後の2度目の来日は専ら本業の記者活動に力を入れ、歌手活動は一切行わなかった（古川ロッパ『古川ロッパ昭和日記』には、NHKでロッパと共に歌ったりロッパに脚本を提供した記述がある）。
1950年（昭和25年）に朝鮮戦争が勃発すると、取材のため独断で数名の仲間と陥落寸前のソウルに行くが戦闘に巻き込まれ頭を負傷する。これがもとで支局長と衝突し、台湾に転勤した直後帰国する。

### 晩年
その後はコラムニストとして大学の教壇に立ったり著述活動に専念したりした。晩年は病魔に倒れ長らく闘病生活を続けていたという。

## 没後の日本国内での動き
2006年1月23日、レコードコレクターの尽力でCD『バートン・クレーン作品集』（Neach Records, 品番:NEACH-0123）が出版され再評価の動きが出ている。
2016年2月12日には、『バートン・クレーン作品集 2nd Edition』（Neach Records, 品番:NEACH-5578）というタイトルで初CD化の『僕色男だ!』を一曲  追加し、説明書には古川ロッパとの当時の対談記事を載せて再出版された。